# Paradise (Trobi)
Paradise is een lied van de Nederlandse producer Trobi in samenwerking met de Nederlandse rappers Qlas & Blacka. Het werd in 2021 als single uitgebracht en stond in 2022 als zeventiende track op het album Trobi on the beat van Trobi.

## Achtergrond
Paradise is geschreven door Cheneydo Zunder, Luciano Jafari Mehrabady, Bryan du Chatenier en Rangel Silaev en geproduceerd door Trobi. Het is een nummer dat past in het genre nederhop met effecten uit de trap. In het lied rappen de artiesten over welke pad zij moeten kiezen in hun leven, een waarin ze mogelijk zullen belanden in de hemel of een waarin ze komen in "gangster paradise". Het was de eerste keer dat Trobi en Qlas & Blacka met elkaar een hit hebben. Ze herhaalden de samenwerking op Silent disco.

## Hitnoteringen
De artiesten hadden bescheiden succes met het lied in Nederland. Het piekte op de 52e plaats van de Single Top 100 in de twee weken dat het in deze hitlijst te vinden was. De Top 40 en haar Tipparade werden niet bereikt.